# Mont Sacré de Varèse
Pour les articles homonymes, voir Mont Sacré (homonymie).
Le Mont Sacré de Varèse est un lieu de culte catholique situé dans la frazione de Santa Maria del Monte de la commune de Varèse en Lombardie. Il fait partie du Parc régional Campo dei Fiori (it). L'ensemble est constitué de quatorze chapelles situées le long d'une montée qui mène au Sanctuaire de Sainte-Marie-du-Mont (it) construit au XVe siècle et lieu de pèlerinage depuis cette époque.
Le Mont Sacré de Varèse fait partie des Sacri Monti du Piémont et de Lombardie inscrits au patrimoine mondial de l'Humanité en 2003.

## Histoire
Les fouilles archéologiques commencées en 2013 dans la crypte romane du sanctuaire ont mis au jour des indices indiquant la présence d'un lieu de culte aux Ve – VIe siècles. L'ensemble du Sacro Monte a été construit entre 1604 et 1698.